# 8625-ös mellékút (Magyarország)
A 8625-ös számú mellékút egy rövid, valamivel több mint 4 kilométer hosszú, négy számjegyű országos közút Győr-Moson-Sopron vármegye déli részén; Egyházasfalut köti össze a 84-es főút nemeskéri szakaszával.

## Nyomvonala
Kilométer-számozása rendhagyó módon nem egy útkereszteződéstől, hanem egy zsáktelepülés buszfordulójától kezdődik: kezdőpontja a Győr-Moson-Sopron vármegye Soproni járásához tartozó Nemeskér központjában van, a kis falu két temploma között elterülő térségben. Nyugat-délnyugati irányban indul, alig negyed kilométer után kilép a falu házai közül, majd – csaknem pontosan fél kilométer után – keresztezi a 84-es főutat, annak a 92+600-as kilométerszelvénye közelében.

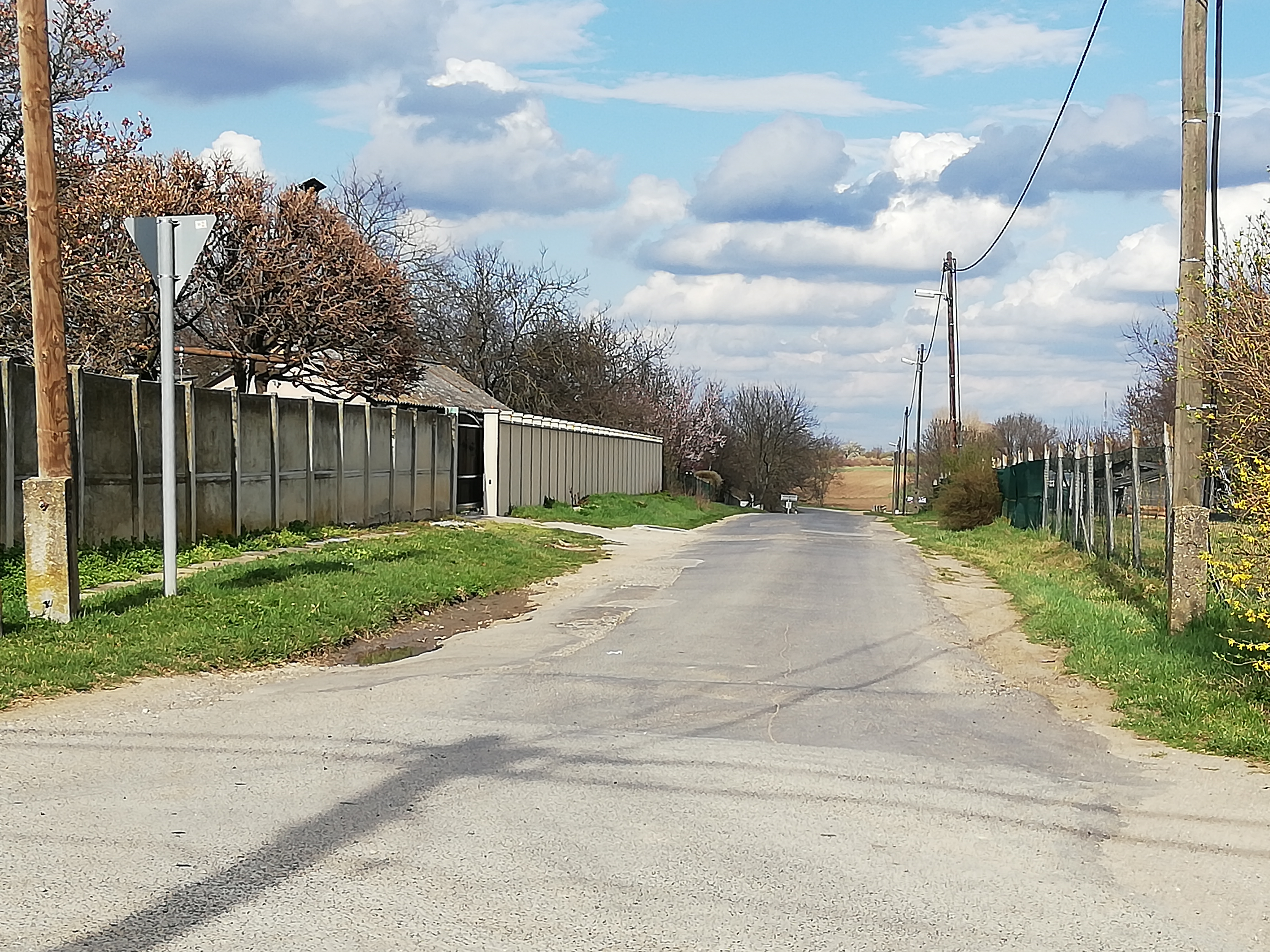
Betorkollása a 8626-os útba Nemeskér felől, Egyházasfalu Dasztifalu és Egyházi nevű településrészeinek határán

Változatlan irányban folytatódik a keresztezésen túl is, 1,5 kilométer után átszeli a Sopron–Szombathely-vasútvonal vágányait, közvetlenül a megszűnt Nemeskér-Egyházasfalu megállóhely egykori helye mellett, majd további mintegy 200 méter után átlép Egyházasfalu területére. Ott hamarosan két, közel derékszögű irányváltása következik, de a település első házait már ismét a korábbi irányát követve éri el. A történelmi Egyházasfalu (vagy Egyházi) és Dasztifalu településrészek határa közelében ér véget, beletorkollva a 8626-es útba, annak az 1+200-as kilométerszelvénye közelében.
Teljes hossza, az országos közutak térképes nyilvántartását szolgáló kira.gov.hu adatbázisa szerint 4,061 kilométer.

## Települések az út mentén
- Nemeskér
- Egyházasfalu